# John Blanchard
John Blanchard (Oxford,27 de febrero de 1942 - 6 de octubre de 2015) fue un piloto de motociclismo británico, que compitió en pruebas del Campeonato del Mundo de Motociclismo desde 1965 hasta 1970.

## Biografía
John Blanchard compró su primera moto de carreras, una Greeves Silverstone de 250 cc, fabricada en Thundersley. Sus éxitos en sus primeras carreras (donde llegó a ser tercero ene el Campeonato Británico de aficionados) le animaron a probar suerte en el TT Isla de Man de 1965. Esta TT la corrió en cuatro ocasiones y la terminó en tres de ellas. Después de esto, pilotó una Gander & Grey, donde participó en pruebas de resistencia como las 500 millas de Brands Hatch. También ganó en dos ocasiones la North West 200 (en 1966 en 250cc y en 1969 en 500cc).

## Resultados en el Campeonato del Mundo
Sistema de puntuación desde 1950 hasta 1968:
| Posición | 1 | 2 | 3 | 4 | 5 | 6 |
| Puntos   | 8 | 6 | 4 | 3 | 2 | 1 |

Sistema de puntuación desde 1969 en adelante:
| Posición | 1  | 2  | 3  | 4 | 5 | 6 | 7 | 8 | 9 | 10 |
| Puntos   | 15 | 12 | 10 | 8 | 6 | 5 | 4 | 3 | 2 | 1  |

(Carreras en negrita indica pole position; carreras en cursiva indica vuelta rápida)
| Año  | Clase | Moto                 | 1       | 2       | 3     | 4      | 5       | 6       | 7     | 8     | 9       | 10      | 11    | 12    | 13    | Pts | Pos  |
| ---- | ----- | -------------------- | ------- | ------- | ----- | ------ | ------- | ------- | ----- | ----- | ------- | ------- | ----- | ----- | ----- | --- | ---- |
| 1965 | 350cc | Aermacchi            |         | GER -   |       |        | IOM Ret | NED -   |       | RDA - | CZE -   | ULS -   | FIN - | NAT - | JPN - | 0   | -    |
| 1966 | 350cc | Aermacchi            |         | GER -   | FRA - | NED -  |         | RDA -   | CZE - | FIN - | ULS -   | IOM 6   | NAT - | JPN - |       | 1   | 26.º |
| 1966 | 500cc | Matchless            |         | GER -   |       | NED -  | BEL -   | RDA -   | CZE - | FIN - | ULS Ret | IOM 4   | NAT - |       |       | 3   | 13.º |
| 1967 | 500cc | URS Seeley Matchless |         | RFA Ret |       | IOM 33 | NED -   | BEL Ret | RDA - | CZE - | FIN -   | ULS 4   | NAT - | CAN - |       | 3   | 16.º |
| 1968 | 500cc | Matchless            | GER -   | ESP -   | IOM - | NED -  | BEL -   | RDA -   | CZE - | FIN - | ULS 7   | NAT -   |       |       |       | 0   | -    |
| 1969 | 500cc | Seeley               | ESP -   | GER -   | FRA - | IOM -  | NED -   | BEL -   | RDA - | CZE - | FIN -   | ULS Ret | NAT - | YUG - |       | 0   | -    |
| 1970 | 350cc | Chuck Seeley         | GER Ret |         | YUG - | IOM -  | NED -   |         | RFA - | CZE - | FIN -   | ULS -   | NAT - | ESP - |       | 0   | -    |
| 1970 | 500cc | Seeley               | GER 13  | FRA Ret | YUG - | IOM -  | NED -   |         | RFA - | CZE - | FIN -   | ULS -   | NAT - | ESP - |       | 0   | -    |